# Woiwodschaft Słupsk

Lage der Woiwodschaft in Polen

Die Woiwodschaft Słupsk war in den Jahren 1975 bis 1998 eine polnische Woiwodschaft, die im Zuge einer Verwaltungsreform in der heutigen Woiwodschaft Pommern und zu einem kleinen Teil in die Woiwodschaft Westpommern aufging. Vor ihrer Gründung gehörte die Region zu den Woiwodschaften Stettin (1945–1950) und Köslin (1950–1975).
Ihre Hauptstadt war Słupsk (Stolp).
Bedeutende Städte waren (Einwohnerzahlen von 1995):
- Słupsk (Stolp, 102.700)
- Lębork (Lauenburg, 34.700)